# Noémie Nakai
Noémie Nakai (japanisch 中井 ノエミ Nakai Noemi; * 2. Dezember 1990 in Tokio) ist eine französisch-japanische Schauspielerin und Model.

## Biografie
Noémie Nakai wurde am 2. Dezember 1990 in Tokio geboren. Sie hat eine französische Mutter und einen japanischen Vater. In ihren jungen Jahren nahm sie in Frankreich Schauspielunterricht und kam durch Zufall zum Modeln, indem sie für Werbespots drehte. Ihr Debüt gab sie 2013 in der Serie Shūden Bye Bye. Anschließend studierte sie am Lycée International de Saint-Germain-en-Laye und danach an der Keiō-Universität. Später setzte sie ihr Studium an der University of Nottingham fort. Unter anderem trat sie in dem Kurzfilm Tears Teacher auf.
Von 2014 bis 2015 war Nakai in der Serie Mischievous Kiss: Love in Tokyo zu sehen. 2021 wurde sie für den Film Army of Thieves gecastet. Außerdem setzte sie 2022 ihre Karriere in Tokyo Vice fort.

## Privates
2018 zog Nakai nach London, um Karriere als Regisseurin zu machen.

## Filmografie (Auswahl)
Filme
- 2015: Equals – Euch gehört die Zukunft
- 2015: Sayonara
- 2016: High&Low The Red Rain
- 2016: Death Note: Light Up the New World
- 2017: Radiance
- 2017: High&Low The Movie 2 / End of Sky
- 2021: Army of Thieves

Serien
- 2013: Shūden Bye Bye
- 2014–2015: Mischievous Kiss: Love in Tokyo
- 2015: Tennō no Ryōriban
- 2016: Never Let Me Go
- 2022: Tokyo Vice